# U 108 (U-Boot, 1917)
U 108  war ein diesel-elektrisches U-Boot der deutschen Kaiserlichen Marine, das im Ersten Weltkrieg zum Einsatz kam. In der Zwischenkriegszeit stand das Boot unter dem Namen Léon Mignot im Dienst der französischen Marine. 1935 wurde es verschrottet.

## Einsätze
U 108 wurde am 5. Mai 1916 in Auftrag gegeben, lief am 11. Oktober 1917 bei der Germaniawerft in Kiel vom Stapel und wurde am 5. Dezember 1917 in Dienst gestellt. Anschließend wurde das Boot der IV. U-Flottille in Emden und Borkum zugeordnet. Erster und einziger deutscher Kommandant war Korvettenkapitän Martin Nitzsche.
U 108 führte während des Ersten Weltkriegs drei Unternehmungen im östlichen Nordatlantik durch. Dabei wurde ein Handelsschiff mit einer Tonnage von 7.484 BRT versenkt.
Das einzige von U 108 versenkte Schiff war das britische bewaffnete Frachtschiff Barunga, das im Juni 1913 bei der Flensburger Schiffbau-Gesellschaft vom Stapel lief. Das Schiff war als Sumatra für die Deutsch-Australische Dampfschiffs-Gesellschaft gefahren und bei Kriegsbeginn in Sydney beschlagnahmt worden. Die Barunga wurde am 15. Juli 1918 auf ihrer Fahrt von London nach Australien etwa auf der Position 49° N, 10° W versenkt. Es gab keine Todesopfer.

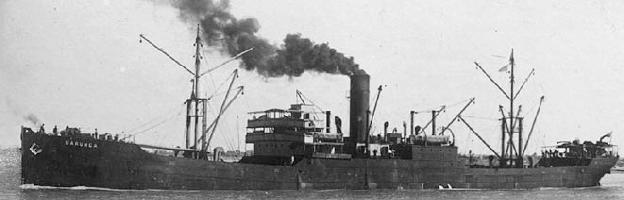
Die Barunga, ex. Sumatra

## Verbleib
Am 20. November 1918 wurde U 108 als Kriegsbeute an Frankreich ausgeliefert. Dort wurde das Boot am 21. Januar 1922 als Léon Mignot der französischen Marine wieder in Dienst gestellt. Die Streichung von der Schiffsliste erfolgte im Sommer 1935. Im Mai 1936 wurde es nach Brest überführt. Der endgültige Abbruch fand schließlich 1938 statt.